# Julija Čekalëva
Julija Vladimirovna Čekalëva (in russo Юлия Владимировна Чекалёва?; 6 febbraio 1984) è una fondista russa.

## Biografia
In Coppa del Mondo ha esordito il 18 novembre 2006 a Gällivare (31ª), ha ottenuto il primo podio il 9 dicembre 2007 a Davos (3ª) e la prima vittoria il 25 gennaio 2015 a Rybinsk.
In carriera ha preso parte a un'edizione dei Giochi olimpici invernali, Soči 2014 (11ª nella 10 km, 32ª nella 30 km, 15ª nello skiathlon, 6ª nella staffetta), e a cinque dei Campionati mondiali, vincendo due medaglie.
Nell'ambito delle inchieste sul doping di Stato in Russia, il 1º dicembre 2017 il Comitato Olimpico Internazionale ha accertato una violazione delle normative antidoping da parte della Čekalëva in occasione delle Olimpiadi di Soči, annullando conseguentemente i risultati ottenuti e proibendole di partecipare a future edizioni dei Giochi olimpici. Conseguentemente, anche la Federazione Internazionale Sci ha aperto un'inchiesta sulla posizione della Čekalëva, escludendola dalle competizioni a partire dal 30 novembre. Il 1º febbraio 2018 il Tribunale Arbitrale dello Sport ha rigettato il ricorso presentato dalla Čekalëva contro tale decisione; conseguentemente, anche la Federazione Internazionale Sci ha confermato la propria sospensione.

## Palmarès

### Mondiali
- 2 medaglie:
  - 2 bronzi (10 km, staffetta a Val di Fiemme 2013)

### Coppa del Mondo
- Miglior piazzamento in classifica generale: 11ª nel 2017
- 6 podi (4 individuali, 2 a squadre):
  - 1 vittoria (individuale)
  - 3 secondi posti (2 individuali, 1 a squadre)
  - 2 terzi posti (1 individuale, 1 a squadre)

#### Coppa del Mondo - vittorie
| Data            | Località | Nazione | Spec.    |
| --------------- | -------- | ------- | -------- |
| 25 gennaio 2015 | Rybinsk  | Russia  | 15 km PU |

#### Coppa del Mondo - competizioni intermedie
- 1 podio di tappa:
  - 1 terzo posto

### Marathon Cup
- Miglior piazzamento in classifica generale: 13ª nel 2010
- 1 podio:
  - 1 terzo posto